# 世界名作童話シリーズ ワ〜ォ!メルヘン王国
『世界名作童話シリーズ・ワ〜ォ!メルヘン王国』（せかいめいさくどうわシリーズ・ワ〜ォ!メルヘンおうこく）は、フジテレビほかで放送されていた東映動画制作のテレビアニメである。全26話。
フジテレビでは「コーセーファンタジーランド」と題し、化粧品メーカー・コーセーの一社提供番組として1995年4月7日から同年9月29日まで、毎週金曜 16:30 - 17:00 （日本標準時）に放送され、第21話をもって打ち切りとなった。
初回放送時は『アニメ世界の童話』と表記されていた他、DVD化された際のパッケージでも『世界名作昔ばなし』と改題されている。

## 製作
第16話の演出と第20話の絵コンテを担当した佐藤順一によると、元々本作はイタリアのテレビ局（レイテイタリア）向けに制作されたものだったとされる。その為、規制などの基準も異なり、佐藤が演出を務めた「おやゆび姫」は、頭身の低い少女が結婚するということが規制に引っ掛かり、頭身を上げるように要求されたと語っている。

## スタッフ
実写パート
- 演出 - 常田久仁子
- 製作協力 - 千代田企画

アニメパート
- 企画 - 籏野義文、清水慎治
- 製作担当 - 杉本隆一
- シリーズディレクター - 設楽博
- キャラクターデザイン - 近永健一、伊藤郁子、阿部隆
- 美術デザイン - 吉池隆司、行信三
- 音楽 - 横山菁児
- 制作 - フジエイト、東映動画、レイテイタリア

## キャスト
実写パート
フジテレビで放送された際、実写コーナーが追加された。
- 坂上香織

アニメパート
- アラジン（アラジンと魔法のランプ） - 置鮎龍太郎
- シンデレラ（シンデレラ） - 皆口裕子
- ベル（美女と野獣） - 久川綾
- ネコ（長靴をはいた猫） - 高戸靖広
- 少女（マッチ売りの少女） - 冬馬由美
- ヘンゼル（ヘンゼルとグレーテル） - 鈴木富子
- ピノキオ（ピノキオ） - 高山みなみ
- 白雪姫（白雪姫） - 天野由梨
- 長男ブタ（三匹の子豚） - 山本圭子
- ロビンフッド（ロビンフッド） - 緑川光
- 王女（眠れる森の美女） - 白鳥由里
- ナレーション - 小山茉美

## 各話リスト
- 本編の終了後には坂上による「今日の童話解説」のタイトルで、第1回から第11回まではスタジオ収録だったが、第12回以降は外出によるロケでの収録となっている。
- スタジオ収録の際は、「○○について」という紙芝居を使ったコーナーが行われており、坂上が扮する紙芝居のお姉さんが、子供たちが対面する説明があるものの、イラストや声も本編と同じく声優が担当する機会が増えていく。ロケでの収録の際は、坂上がレポーターに扮して登場し、実際にあった名物や思い出の場所といった紹介をしていく（英語翻訳は坂上自身による解説）。第11回を最後にスタジオでの収録放送は無くなるが、第12回以降はロケ収録による放送扱いで行われている。

| 話 | サブタイトル           | 脚本     | (絵コンテ) 演出     | 作画監督 | 美術               | 放送日     |
| -- | ---------------------- | -------- | ------------------- | -------- | ------------------ | ---------- |
| 1  | アラジンと魔法のランプ | 鈴木悦夫 | 設楽博              | 山口泰弘 | 伊藤岩光           | 4月7日     |
| 2  | シンデレラ             | 松井亜弥 | 芝田浩樹            | 林委千夫 | 杉浦正一郎         | 4月14日    |
| 3  | 美女と野獣             | 影山由美 | 立場良              | 本木久年 | 吉池隆司 脇威志    | 4月21日    |
| 4  | 長靴をはいた猫         | 山田靖智 | 山田徹              | 松本清   | 行信三 杉浦正一郎  | 4月28日    |
| 5  | ヘンゼルとグレーテル   | 影山由美 | 勝間田具治          | 渡辺浩   | 行信三 伊藤岩光    | 5月12日    |
| 6  | マッチ売りの少女       | 影山由美 | 佐山聖子            | 西山里枝 | 吉池隆司 小関俊之  | 5月19日    |
| 7  | ピノキオ               | 鈴木悦夫 | 梅澤淳稔            | 山口泰弘 | 吉池隆司           | 5月26日    |
| 8  | 白雪姫                 | 高橋義昌 | 金山通弘            | 林委千夫 | 行信三 伊藤岩光    | 6月2日     |
| 9  | 三匹の子ぶた           | 松井亜弥 | 志村錠児            | 柳瀬譲二 | 吉池隆司 脇威志    | 6月9日     |
| 10 | ロビンフッド           | 山田靖智 | 大谷恒清            | 松本清   | 行信三             | 6月16日    |
| 11 | 眠れる森の美女         | 影山由美 | 明比正行            | 渡辺浩   | 吉池隆司           | 6月23日    |
| 12 | 金のがちょう           | 鈴木悦夫 | 小林孝志            | 本木久年 | 行信三             | 7月7日     |
| 13 | 狼と七匹の子やぎ       | 山田靖智 | 遠藤勇二            | 山口泰弘 | 吉池隆司           | 7月14日    |
| 14 | ふしぎの国のアリス     | 影山由美 | 芝田浩樹            | 林委千夫 | 行信三             | 7月21日    |
| 15 | アリババと四十人の盗賊 | 鈴木悦夫 | 石川康夫            | 柳瀬譲二 | 吉池隆司 長尾仁    | 7月28日    |
| 16 | おやゆび姫             | 影山由美 | 佐藤順一            | 松本清   | 吉池隆司           | 8月11日    |
| 17 | 赤ずきん               | 影山由美 | 吉沢孝男            | 山崎隆生 | 行信三             | 8月18日    |
| 18 | ガリバー旅行記         | 高橋義昌 | 立場良              | 本木久年 | 行信三             | 8月25日    |
| 19 | 三銃士                 | 山田靖智 | 有迫俊彦            | 山口泰弘 | 石渡俊和 吉池隆司  | 9月1日     |
| 20 | くるみわり人形         | 松井亜弥 | (佐藤順一) 大谷恒清 | 林委千夫 | 行信三             | 9月8日     |
| 21 | オズの魔法使い         | 影山由美 | 石川康夫            | 柳瀬譲二 | 吉池隆司 脇威志    | 9月29日    |
| 22 | はだかの王様           | 鈴木悦夫 | 山田徹              | 松本清   | 行 信三 石渡俊和   | （未放送） |
| 23 | ブレーメンの音楽隊     | 山田靖智 | 志村錠児            | 本木久年 | 長尾仁 吉池 隆司   | （未放送） |
| 24 | 人魚姫                 | 影山由美 | 貝澤幸男            | 高橋信也 | 行信三 杉浦正一郎  | （未放送） |
| 25 | シンドバッドの冒険     | 鈴木悦夫 | 金山通弘            | 林委千夫 | 吉池 隆司 石渡俊和 | （未放送） |
| 26 | ハイジ                 | 松井亜弥 | 設楽博              | 山口泰弘 | 行信三 石渡俊和    | （未放送） |

なお、アニメディアの1995年10月号では、オズの魔法使いを9月15日に放送し、9月22日にはだかの王様、9月29日にブレーメンの音楽隊、10月6日に人魚姫を放送予定と記載されていたが、これは誤りである。

## 放送局
- フジテレビ：金曜 16:30 - 17:00[4]
- 秋田テレビ：火曜 - 木曜 16:55 - 17:25[4]
- 沖縄テレビ：土曜 7:15 - 7:45（9月23日まで放送）[4]

## 映像ソフト化
前述の通り、『世界名作昔ばなし』と改題の上、DVDが発売された。全8巻で、第10話と第26話が欠番扱いとなっている。